# Eupelmus gorgias
Eupelmus gorgias is een vliesvleugelig insect uit de familie Eupelmidae. De wetenschappelijke naam is voor het eerst geldig gepubliceerd in 1839 door Walker.